# South Trumpington
South Trumpington är en civil parish i South Cambridgeshire i Cambridgeshire i England. Skapad 13 mars 2017.